# Ливманис, Станислав Язепович
Станислав Язепович Ливманис (латыш. Staņislavs Līvmanis; род. 24 декабря 1939 года, Айзкалнская волость, Латвия) — мастер машинного доения Яунпилсской опытной станции животноводства Латвийского научно-исследовательского института животноводства и ветеринарии, Тукумский район Латвийской ССР. Герой Социалистического Труда (1981). Депутат Верховного Совета Латвийской ССР. Депутат Верховного Совета СССР 11-го созыва.

## Биография
Родился в 1939 году в одном из сельских населённых пунктов Айзкалнской волости, Латвия.
Трудился дояром совхоза-техникума «Булдури» Рижского района, в последующие годы — мастером машинного доения Яунпилсской опытной станции животноводства Латвийского научно-исследовательского института животноводства и ветеринарии.
Досрочно выполнил личные социалистические обязательства и плановые задания Десятой пятилетки (1976—1980) по производству молока. Указом Президиума Верховного Совета СССР от 16 октября 1979 года удостоен звания Героя Социалистического Труда «за выдающиеся успехи, достигнутые в выполнении заданий десятой пятилетки и социалистических обязательств по увеличению производства и продажи государству молока» с вручением ордена Ленина и золотой медали Серп и Молот.
Избирался депутатом Верховного Совета Латвийской ССР от Бабитского избирательного округа № 259, депутатом Верховного Совета СССР 11-го созыва от Тукумского избирательного округа (1984—1989), в 1988 году — делегатом на XIX Всесоюзную конференцию КПСС.